# Jan Dinkelspiel
Jan Ulf "Bröli" Dinkelspiel, född den 7 juni 1977 i Trångsunds församling, Stockholms län, är en svensk dokusåpakändis och finansman. Dinkelspiel deltog i Expedition Robinson 2001 där han kom tvåa.
Jan Dinkelspiel var mellan 2013 och 2015 innovationschef på internetbanken Nordnet, en bank där hans familj är huvudägare.; dessförinnan var han landschef för Nordnet i Finland 2009-2011 och Sverige 2011-2013. 
Han är son till finansmannen och statsrådet Ulf Dinkelspiel och friherrinnan Louise Ramel.
Dinkelspiels smeknamn Bröli har lånats in till huvudkaraktären i barnprogrammet Pappas pengar, spelad av Olof Wretling.